# Unión de Oria
Oria fue una unión de la provincia española de Guipúzcoa que aglutinó, en diferentes periodos, las localidades de Alzaga, Arama, Gainza, Isasondo, Legorreta, Zaldivia y Ataun.

## Historia
La unión se formó en virtud de escritura otorgada en 1615 y la integraban en un comienzo las villas de Alzaga, Arama, Gaínza, Isasondo, Legorreta y Zaldivia. El nombre aludía al río Oria, que bañaba los términos, y las conferencias se llevaban a cabo en la iglesia de San Martín de Arama. Ataun se unió en noviembre de 1651, pero se separó trece años después, en 1664; Zaldivia —que iría entrando y saliendo— y Arama hicieron lo propio en 1682. Aparece descrita en el Diccionario histórico-geográfico-descriptivo de los pueblos, valles, partidos, alcaldías y uniones de Guipúzcoa (1862) de Pablo de Gorosábel con las siguientes palabras:

ORIA: union que se compone de las villas de Alzaga, Arama, Gainza, Isasondo y Legorreta, llamada así por razon del rio del mismo nombre, que pasa tocando los términos de ellas. Esta hermandad se formó para tiempo indeterminado en virtud de escritura que estos cinco pueblos y el de Zaldivia otorgaron el dia 23 de noviembre de 1615 ante Felipe de Ercilla, escribano de la alcaldía mayor de Areria. Segun se ve de su contexto, el objeto mas principal de esta union fué el de minorar el pago de las dietas de los apoderados que las villas tenían que enviar á las juntas provinciales á consecuencia de su segregacion de la de Villafranca, y proveer al mismo tiempo á su mejor gobernacion. Para lo primero dispusieron que en representancion de las seis villas fuese á dichas juntas un solo apoderado, haciéndose su eleccion por turno entre las mismas, segun el órden del mayor número de sus respectivos fuegos. En cuanto á lo segundo establecieron que se nombrase en la propia forma un diputado, encargado de recibir la correspondencia oficial de la provincia, de convocar á la union, y defender á cualquiera villa de esta, á quien se causase algun agravio. Se convino igualmente que el punto donde se habían de celebrar las conferencias de la union fuese el cubierto de la iglesia parroquial de San Martín de Arama. Esta hermandad se renovó para treinta años por escritura que las mismas villas otorgaron á 5 de noviembre de 1651, agregándose á ella la de Ataun. Esta se separó en el año de 1664, y tambien hicieron lo propio las de Zaldivia y Arama en el de 1682. Así que se renovó la union entre solas Legorreta, Gainza, Isasondo y Alzaga por escritura de 9 de febrero de 1682 para siete años; y se prorogó para otros catorce por la de 27 de marzo de 1689. En la que se firmó de nuevo en 23 de febrero de 1741 quedó constituida la union entre los mismos cuatro pueblos y el de Zaldivia para veinte y siete año. Celebróse nueva concordia por escritura de 17 de mayo de 1768; pero en ella no tomó parte la villa de Zaldivia, y lo propio sucedió en la que pasó á 1.º de junio de 1796. La que en la actualidad les rige es la que otorgaron en 25 de junio de 1826 entre Gainza, Isasondo, Legorreta, Alzaga y Arama para tiempo de treinta años; cuyo contexto se halla reducido al nombramiento del procurador juntero, segun el turno que se establece, y la cuota que cada villa tiene que pagar por sus dietas. Esta union se halla encabezada en cuarenta y dos fuegos, distribuidos en la proporcion siguiente: Alzaga cinco: Arama tres: Gainza diez: Isasondo doce: Legorreta otros doce. Sus apoderados en las juntas provinciales ocupan el vigésimo quinto lugar á mano derecha del corregidor.
(Gorosábel, 1862, pp. 366-367)